# Lucrezia Donati
Lucrezia Donati est une femme appartenant à la noblesse Florentine du XVe siècle. 
Elle est connue pour être la maîtresse de Laurent le Magnifique.

## Biographie
Lucrezia est la fille de Manno Donati et de Caterina Bardi. Elle entretient une relation d'amour Platonique avec le jeune Laurent de Médicis de 1461 jusqu'au mariage de celui-ci avec Clarisse Orsini. Le jeune Médicis a écrit des poèmes en son honneur lorsqu'il était adolescent. 
Lucrezia était mariée avec Niccolò Ardinghelli.